# Цикоте (Приједор)
Цикоте су насељено мјесто у граду Приједор, Република Српска, БиХ. Према попису становништва из 1991. у насељу је живјело 284 становника.

## Становништво
| Демографија | Демографија | Демографија |
| Година      | Становника  | Становника  |
| ----------- | ----------- | ----------- |
| 1948.       | 519         |             |
| 1953.       | 318         |             |
| 1961.       | 366         |             |
| 1971.       | 338         |             |
| 1981.       | 295         |             |